# Phạm Ngạn
Phạm Ngạn (范彥), một tướng lĩnh kiệt xuất của phong trào Tây Sơn.

## Hành trạng
Phạm Ngạn là em của Thái bảo Phạm Văn Tham, có chị gái lấy Thái Đức Nguyễn Nhạc.
Năm 1771, Phạm Ngạn tham gia khởi nghĩa Tây Sơn từ những ngày đầu. Ông giỏi võ nghệ, có sức khỏe nên rất được Nguyễn Nhạc yêu mến. Sau khi kết thông gia với họ Phạm, Phạm Ngạn và Phạm Văn Tham rất được Nguyễn Nhạc tin dùng.
Năm 1773, Trong giai đoạn đầu của khởi nghĩa Tây Sơn, Phạm Ngạn cùng các tướng Lê Văn Hưng, Nguyễn Quang Huy thường theo đường bộ từ Phú Yên đánh vào Diên Khánh, Bình Thuận, Phiên Trấn.
Đại Nam Thực Lục viết: 
Tháng 2, năm 1778, Tổng đốc giặc là Chu đem thủy binh phá cướp những địa phương ven sông ở Trấn Biên (Biên Hòa) và Phiên Trấn (Gia Định). Hộ giá giặc là Phạm Ngạn lại từ Quy Nhơn đến đạo Hòa Nghĩa. Trần Phượng chống đánh ở sông Phúc Lộc không được. (ĐNTL Tập 1, trang 213)
Trong giai đoạn này ông thường giao chiến với các tướng Tống Phúc Hiệp, Tống Phúc Hòa, Lý Tài, Tôn Thất Dụ và Chu Văn Tiếp. Do lập được nhiều quân công, Phạm Ngạn được phong làm Hộ giá Thượng tướng quân, sử nhà Nguyễn ghi ông là Hộ giá Phạm Ngạn.
Đại Nam Thực Lục viết: 
Mùa hạ tháng 5, năm 1778, Lê Văn Quân đem thủy binh cùng giặc giao chiến, đánh được luôn. Đỗ Thanh Nhân cũng đem quân hợp đánh, chém được Tư khấu giặc là Oai ở Bến Nghé, cướp được hết chiến thuyền. Nguyễn Văn Hoằng tiến quân đến Đồng Nai [Lộc Dã] (thuộc Biên Hòa), đánh vỡ quân giặc, chém được tướng là Liêm và Lăng (hai người đều không rõ họ), thu phục được Trấn Biên. Tướng giặc Phạm Ngạn chạy về Quy Nhơn. Gia Định dẹp xong. Lê Văn Quân đem binh tiến đánh được Bình Thuận. (ĐNTL Tập 1, trang 213)
Trong đợt tấn công lần thứ ba vào Gia Định của Tây Sơn năm 1782, trong khi Tây Sơn vương Nguyễn Nhạc, Long Nhương Tướng quân Nguyễn Huệ thắng trận trên đường thủy thì mặt bộ Phạm Ngạn bị phục binh tại cầu Tham Lương. Tướng Hòa Nghĩa là Trần Công Chương giết chết Phạm Ngạn, đổi lại bên phía Nam triều Tham tán Hồ Công Siêu cũng trúng đạn chết.
Để báo thù, Nguyễn Nhạc đã hạ lệnh giết hết người Hoa ở vùng Chợ Lớn, khiến dân chúng ở đấy một tháng trời không dám ăn cá vì sợ ăn phải thịt người.
Đại Nam Thực Lục viết: 
Mùa hạ, tháng 4, năm 1782 tiết chế dinh Bình Thuận là Tôn Thất Dụ đem Tả chi Trần Xuân Trạch, thuộc tướng là Trần Văn Tự, và thuộc tướng đạo Hòa Nghĩa là Trần Công Chương vào cứu viện. Gặp tiền binh của giặc, ập đánh, chém được hộ giá giặc là Phạm Ngạn ở cầu Tham Lương. Tham tán Hồ Công Siêu bị súng giặc bắn chết. Nguyễn Nhạc nghe tin Ngạn chết, đau như mất hai tay, cho rằng đạo quân Hòa Nghĩa toàn người Thanh, bèn sai bắt hết người Thanh hơn một vạn người ở Gia Định, không kể là lính là dân hay là người buôn bán, đều giết hết mà quăng xác đầy sông. Hơn một tháng trời, không ai dám ăn tôm cá và uống nước sông. Sự tàn sát thê thảm đến thế ! (Công Siêu được truy tặng là Tham khám). (ĐNTL Tập 1, trang 219)

## Nhận định
Phạm Ngạn là một viên tướng võ biền, khá nóng nảy. Điều này thể hiện ở việc ông khá khinh suất trong lúc hành binh, mạt sát Lý Tài và giết sạch cả nhà Đốc trưng Đằng, viên quan phụ tá của Tuần phủ Quy Nhơn Nguyễn Khắc Tuyên.